# Otelo
Otelo (engl. "Othello", puni naslov: "The Tragedy of Othello, the Moor of Venice"), tragedija u pet činova engleskog književnika Williama Shakespearea. 
Tematizira nesigurnost i ljubomoru, rasizam, izdaju, osvetu i pokajanje. Vjeruje se da je napisana oko 1603-04. Temelji se na priči “Un Capitano Moro” talijanskog autora Cinzija, Boccacciovog sljedbenika, objavljenoj 1565. u zbirci “De gli Hecatommithi”, pisanoj po uzoru na Decameron.

## Radnja
Prvi čin se odvija u Veneciji, a ostali u neimenovanom lučkom gradu na Cipru. Otelo je proslavljeni general venecijanske vojske, Maur kojem će biti povjerena i uprava nad Ciprom. U tajnosti ženi mladu Venecijanku Dezdemonu koja je zaljubljena u njega. Dramu otvara razgovor između Jaga i Roderiga, u kojem se saznaje da je Otelo imenovao Cassija svojim zamjenikom, a ne Jaga, koji smatra da je to zaslužio svojom službom. Ljubomoran na Otelove uspjehe i Cassiovo promaknuće, Jago kroz nekoliko spletki dovodi Otela u uvjerenje da su Dezdemona i Cassio ljubavnici, što vodi tragičnom završetku.
- Prizor iz "Otela", E.F.W. Richter (1880.-81.)
- José Cura u ulozi Otela, New York, 2013.
- Edwin Booth u ulozi Jaga, oko 1870.
- Dezdemonina smrt, E. Delacroix, 1858.

## Likovi
- Otelo – proslavljeni crni vojskovođa u službi Venecije
- Dezdemona – Otelova žena, kći Brabanzijeva
- Jago – Otelov prijetvorni zastavnik
- Cassio – Otelov odani poručnik
- Bianca – Cassiova draga
- Emilija – Jagova žena
- Brabanzio – venecijanski senator, Dezdemonin otac
- Roderigo – ugledni Mlečanin, zaljubljen u Dezdemonu
- Venecijanski dužd
- Graziano – Brabanzijev brat
- Lodovico – Brabanzijev rođak
- Montano – upravitelj na Cipru prije Otela
- Lakrdijaš – u službi Otelovoj
- Senatori
- Gospoda
- Časnici, činovnici, svirači, sluge i dr.

## Izvedbe u Hrvatskoj
Na 67. Dubrovačkim ljetnim igrama (2016) Otelo je u režiji Ivice Boban igrao na tvrđavi Lovrijenac, u izvedbi Festivalskog dramskog ansambla. Premijera je bila 20. kolovoza. U ulozi Otela nastupio je nagrađivani prvak drame HNK Dragan Despot, u ulozi Dezdemone mlada glumica Anja Đurinović, a u ulozi Jaga Rakan Rushaidat. U ostalim ulogama su nastupili Ivana Boban (Emilija), Maro Martinović (Brabanzio), Filip Juričić (Cassio), Dado Ćosić (Rodrigo), Branimir Vidić Flika (mletački dužd), Andrej Dojkić (Montano), Livio Badurina (Lodovico), Marija Šegvić (Cassiova draga).

## Vanjske poveznice
- William Shakespeare: Otelo, PDF knjiga